# Beto Santana
José Roberto Coelho Santana, detto Beto (Fortaleza, 9 agosto 1952 – Fortaleza, 21 settembre 2004), è stato un giocatore di calcio a 5 brasiliano.

## Carriera
Beto ha iniziato la propria carriera nel Fortaleza Esporte Clube nel ruolo di portiere, è poi passato al Sumov Atlético Clube che negli anni settanta e ottanta è stato considerato il miglior club brasiliano e probabilmente mondiale, dato l'ancora scarso impatto del calcio a 5 fuori dal subcontinente sudamericano. Con la squadra di Fortaleza ha conquistato quattro Coppe del Brasile e due titoli di campione sudamericano, per citare solo i titoli più prestigiosi. Ha poi cambiato maglia, rimanendo nello Stato di Ceará, passando al Círculo Militar.
Assieme a Cacá e Deó è stato il primo cearense convocato in nazionale. Con i verdeoro ha partecipato a due campionati del mondo: quello inaugurale in Brasile nel 1982 rivestendo anche il ruolo di capitano della selezione brasiliana (diventando il primo giocatore in assoluto ad alzare la Coppa del Mondo di calcio a 5), e quello successivo in Spagna nel 1985, dove non fu titolare a favore del compagno Barata. In entrambi i casi la nazionale verdeoro vinse il titolo di campione del mondo.
Ai titoli mondiali, Beto aggiunge una lunga serie di vittorie nel Campeonato Sul-Americano: nel 1971, 1973, 1975, 1976, 1977, 1979, 1983. A questo aggiunge la presenza ai campionati Panamericani del 1980.
Come allenatore fu parte del vittorioso progetto del Banfort vincitore nel 1991 della Coppa del Brasile. Alla morte si sono moltiplicati gli omaggi alla sua memoria, come l'utilizzo della maglia numero 19 da parte dei portieri Cicero del Fortaleza nella sua squadra di club, e Lavoisier in nazionale.